# Potyczka pod Słomnikami
Potyczka pod Słomnikami – potyczka powstania styczniowego stoczona 3 lipca 1863 roku w okolicach miasta Słomniki. Walka toczyła się między oddziałem polskiej kawalerii pod dowództwem Ludwika Mycielskiego, a rosyjską strażą graniczna tzw. obejszczykami. Starcie zakończyło się zwycięstwem powstańców.
W czasie trwania powstania styczniowego w zaborze austriackim organizowały się oddziały powstańcze, które potem wkraczały do Kongresówki. Organizatorem jednego z takich oddziałów był Ludwik Mycielski. Zebrał on około 60 jeźdźców w Krakowie. Na czele tego oddziału 3 lipca 1863 przekroczył granicę. Stoczył zaraz na początku potyczkę z rosyjskimi żołnierzami straży granicznej. Brak jest bliższych danych dotyczących tego jak przebiegała ta potyczka. Stanisław Zieliński wspomina, że Mycielski rozpędził obejszczyków i zabrał kasę, po czym ruszył dalej.

Stanisław Zieliński przy tym powołuje się na kilka źródeł w tym na krakowski Czas. W dzienniku tym znajduje się następująca wzmianka: 
W krakowskim mały hufiec konny, jakich jest kilka w tej okolicy, napadł niespodzianie na patrol obejszczyków niedaleko Słomnik, rozbił ich, zabrał konie, wszedł do Słomnik, zabrał z miejscowej kasy małą kwotę pieniężną i pociągnął dalej. Działo się to 3go tego miesiąca.
(Nieco inaczej tę potyczkę opisuje Teodor Żychliński. On jednak opisuje to na podstawie informacji zasłyszanych. Wspomina on, że oddział konny Mycielskiego składający się z 70 jazdy podczas przechodzenia granicy miał utarczkę z patrolem wojsk austriackich. Austriacy otworzyli ogień do przejeżdżającej w galopie polskiej jazdy, nie zadając Polakom strat.)
Około godziny 10 Ludwik Mycielski zajął miasto Słomniki. Później ruszył do Sancygniowa, gdzie miał się połączyć z Kosą - Żochowski Władysław, dowodzącym oddziałem Dzianota. Nie zastawszy jednak tam Kosy, a dowiedziawszy się, że od Miechowa idą na niego Moskale ruszył w głąb kraju, Następnego dnia stoczył bitwę pod Piotrkowicami.